# Dag Jostein Fjærvoll
Dag Jostein Fjærvoll (født 20. januar 1947 i Hadsel, død 5. februar 2021) var en norsk politiker (KrF). Han var Norges forsvarsminister fra 1997 til 1999, og Transportminister fra 1999 til 2000. Han sad i Stortinget for KrF fra 1985 til 1997, valgt fra Nordland. Han sad to perioder i præsidentskabet for henholdsvis Lagtinget og Odelstinget. 
Før han blev landspolitiker, var Fjærvoll borgmester i Hadsel. Han var uddannet lærer fra Oslo lærerskole og havde tillægsuddannelse i matematik og rådgivningsfag. Han var også lærer, undervisningsinspektør og rektor på Melbu skole. Fjærvoll var bosat i Stokmarknes og efter sin politiske karriere var han arbejdende bestyrelsesformand for Vesterålen Høgskolesenter i Stokmarknes.
Hans far, Edmund K. Fjærvoll (1910–1975), var stortingsrepræsentant for Nordland KrF i to perioder, nemlig 1961–1965 og 1969–1973.

## Eksterne Henvisninger
- Dag Jostein Fjærvoll hos Stortinget
- Faktablad om Fjærvoll fra FD